# Премия Ричарда Докинза

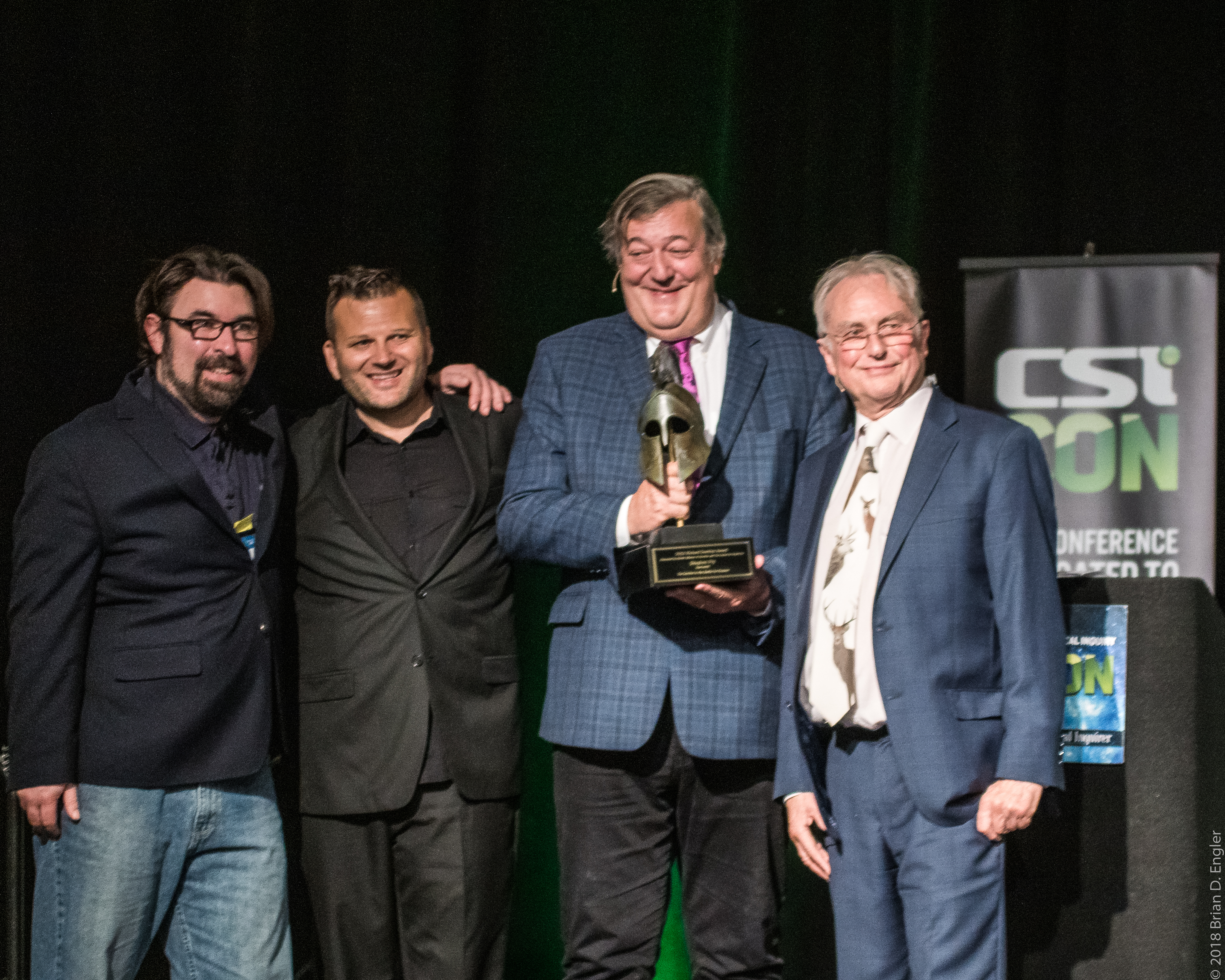
Ричард Докинз и президент Альянса Атеистов Америки Марк Гура вручают премию Докинза 2018 года Стивену Фраю при содействии исполнительного директора AAA С. У. Брауна на CSICon 2018 в Лас-Вегасе. Фото Брайана Энглера

Премия Ричарда Докинза (англ. Richard Dawkins Award) — это ежегодная награда, вручаемая Атеистическим Альянсом Америки лицам, которые, по его мнению, подняли общественное сознание атеизма. Премия вручается с 2003 года и носит имя Ричарда Докинза, английского эволюционного биолога, который в 2013 году был назван лучшим мыслителем в мире.

## Получатели
- 2003: Джеймс Рэнди
- 2004: Энн Друян
- 2005: Пенн и Теллер
- 2006: Джулия Суини
- 2007: Дэниел Деннет
- 2008: Айаан Али Хирси
- 2009: Билл Мар[3]
- 2010: Сьюзен Джакоби[англ.][4]
- 2011: Кристофер Хитченс[5]
- 2012: Юджини Скотт[6]
- 2013: Стивен Пинкер[7]
- 2014: Ребекка Гольдштейн
- 2015: Джерри Койн[8]
- 2016: Лоуренс Краусс
- 2017: Дэвид Сильверман
- 2018: Стивен Фрай
- 2019: Рики Джервейс[9]
- 2020: Джавед Ахтар
- 2021: Тим Минчин
- 2022: Нил Деграсс Тайсон
- 2023: Билл Най
- 2024: Брайан Кокс

## Фото
|  |  |  |